# Просеченско училище
Просеченското училище (на гръцки: Κτιρίου των Εκπαιδευτηρίων Προσοτσάνης) е историческа постройка в драмското село Просечен, Гърция.
В 2005 година сградата е обявена за паметник на културата като „свидетелство за интензивната интелектуална активност на гръцкия елемент в началото на XX век, исторически период, особено критичен за македонската област“.